# إدوارد د. براون
إدوارد د. براون (بالإنجليزية: Edward D. Brown)‏ هو فارس أمريكي، ولد في 1850 في ليكسينغتون في الولايات المتحدة، وتوفي في 11 مايو 1906.